# Финансирование большевиков Германией
Вопро́с о финанси́ровании большевико́в Герма́нией — вопрос о спонсировании большевиков правительствами Германии и Австро-Венгрии до Октябрьской революции, а также во время и после неё.

Манифестация солдат-инвалидов в Петрограде 16 апреля 1917 года

## Финансовые дела РСДРП(б)
Революционные партии материально поддерживали банкир и меценат С. П. Рябушинский, мануфактурщик А. И. Коновалов, предприниматель А. И. Ермасов, промышленник и благотворитель С. Т. Морозов. Одним из финансистов революции был владелец лучшей в России московской мебельной фабрики Н. П. Шмит. Морозов и Шмит покончили жизнь самоубийством, а значительная часть их капитала досталась большевикам. Деньги также «добывались» в результате экспроприаций: грабежей банков, почтовых отделений, вокзальных касс. Во главе партийных «эксов» стояли Камо и Коба — С. А. Тер-Петросян и И. В. Джугашвили (Сталин).
В 1907 году, когда у устроителей V съезда РСДРП возникли финансовые затруднения, 300 фунтов на проведение съезда (1 фунт был равен примерно 10 рублям) было получено организаторами съезда от ЦК Социал-демократической партии Германии.
С 1 декабря 1916 года по 1 февраля 1917 года в кассу партии поступили 1117 рублей 50 копеек. В марте А. М. Горький пожертвовал 3 тыс. рублей.
Накануне революции партия большевиков находилась в крайне бедственном финансовом положении. Начальник петроградского охранного отделения Глобачёв отмечал: «…денежные средства их организаций незначительны, что едва ли имело бы место в случае получения немецкой помощи».
Советский историк И. О. Сазонов доказал, что большевикам удалось собрать на печать «Правды» более 500 тысяч рублей с фабрично-заводских комитетов (фабзавкомов) и солдат.
При этоv С.Г.Пушкарёв отмечает, что 3 декабря 1917 года статс-секретарь (министр) иностранных дел Германской империи Кюльман утверждал в письме кайзеру: «Лишь тогда, когда большевики стали получать от нас постоянный приток фондов через разные каналы и под разными ярлыками, они стали в состоянии поставить на ноги свой главный орган „Правду“, вести энергичную пропаганду и значительно расширить первоначально узкий базис своей партии».
Противники версии немецкого золота отмечают, что после того как 5 июля были захвачены все финансовые документы редакции «Правды» и был арестован и подвергнут пяти допросам заведующий издательством и главный финансовый распорядитель К. М. Шведчиков, ему не смогли предъявить никакого обвинения. Оказалось, что все произведённые газетой расходы полностью покрывались её вполне легальными и известными доходами (главным образом, сбором мелких пожертвований среди рабочих и солдат). Газета даже приносила небольшую прибыль.
Отмечаются и другие источники финансирования большевистской прессы, в том числе и фронтовой. Так, по свидетельству генерала А. И. Деникина, командующий Юго-Западным фронтом генерал А. Е. Гутор открыл на эти цели кредит в 100 тыс. рублей, а командующий Северным фронтом генерал В. А. Черемисов субсидировал из казённых средств издание большевистской газеты «Наш путь», мотивируя это так: «если она и делает ошибки, повторяя большевистские лозунги, то ведь мы знаем, что матросы — самые ярые большевики, а сколько они обнаружили героизма в последних боях».
Указывается, что большевистская пресса вовсе не была преобладающей на фронте. В марте-октябре 1917 года в России выходило около 170 военных газет, из которых лишь около 20 были большевистского направления, а 100 изданий проводили эсеровскую или меньшевистскую («оборонческую») линию. Отмечается, что мнение о большевистской пропаганде как о причине падения обороноспособности армии сильно преувеличено. Так, Деникин говорил: «Позволю себе не согласиться с мнением, что большевизм явился решительной причиной развала армии: он нашёл лишь благодатную почву в систематически разлагаемом и разлагающемся организме».

## «Мирная пропаганда» Германии
По мнению Юрия Фельштинского, за время войны Германия потратила на так называемую «мирную пропаганду» не менее 382 млн марок, причём до мая 1917 года на Румынию или Италию денег было потрачено больше, чем на Россию (что однако не помешало их выступлению на стороне Антанты). Десятки миллионов марок были истрачены на подкуп четырёх газет во Франции. В России же, по мнению Фельштинского, единственной газетой, финансировавшейся в 1917 году немцами, была «Правда».
По мнению британского историка Дж. Смила (Jonathan Smele), к концу 1917 расходы Германии на организацию беспорядков в России составили приблизительно 30 млн марок.

## Деятельность Парвуса

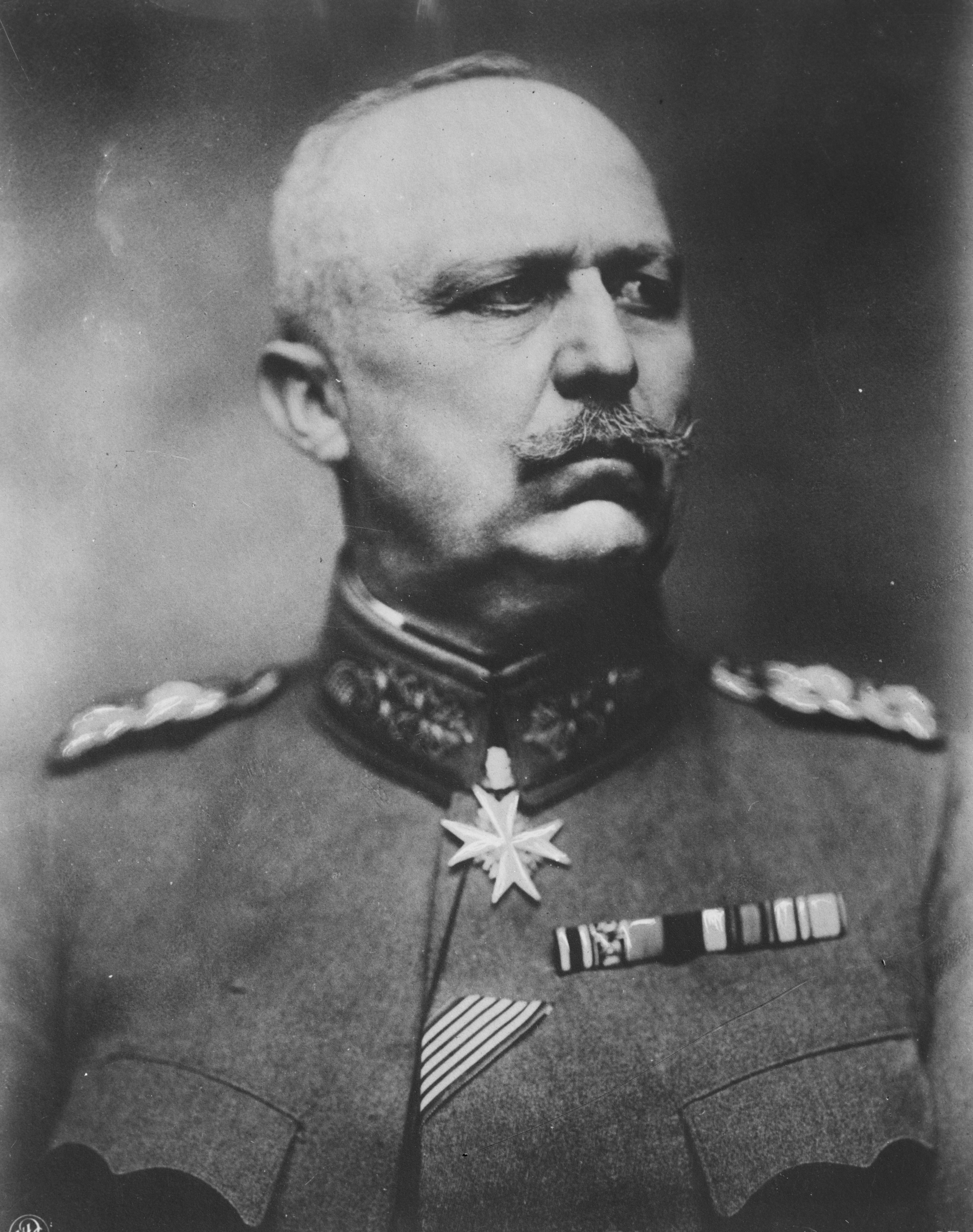
Эрих фон Людендорф, генерал-квартирмейстер, фактический глава германского генерального штаба

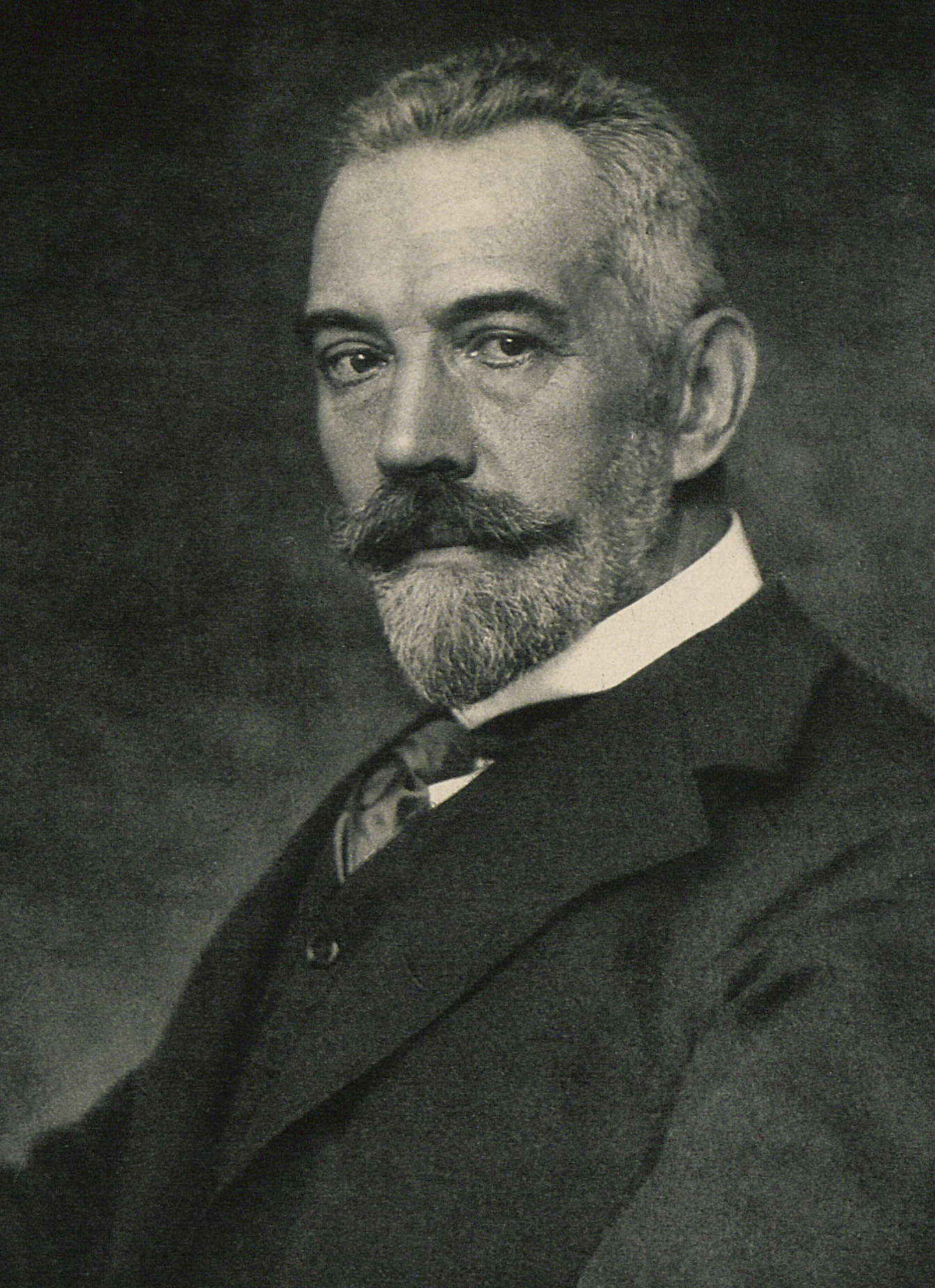
Теобальд фон Бетман-Гольвег, канцлер Германской империи

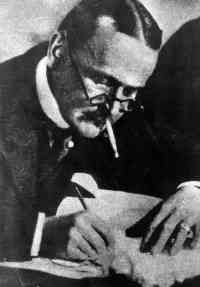
Ульрих фон Брокдорф-Ранцау, германский посланник в Копенгагене

Часть документов германского МИДа были утрачены во Вторую мировую войну.
В 1964 году американцами были захвачены и опубликованы архивы германского МИДа. После публикации этих документов были проведены исследования.
Согласно этим документам, ключевой фигурой в мирной пропаганде Германии был Александр Парвус.
Уже 9 января 1915 года Парвус, находившийся тогда в Константинополе, делает первое предложение германскому послу о разжигании революции в России и раздроблении этой страны; заинтересованный посол предложил ему составить меморандум для МИДа, который и был подан 11 марта. В этом меморандуме на 20 страницах, под заглавием «Подготовка массовой политической забастовки в России», излагается подробный план организации революции по образцу революции 1905 года (всеобщая забастовка, выступления национальных окраин и т. п.). Ударной силой в выполнении этого плана Парвус видит большевиков: «План может быть осуществлён только под руководством русских социал-демократов. Радикальное крыло этой партии уже приступило к действиям. Но важно, чтобы к ним присоединилась и умеренная фракция меньшевиков. Пока такому объединению препятствовали только радикалы. Но две недели назад их лидер Ленин сам поставил вопрос об объединении с меньшевиками». Поэтому первоочередной задачей Парвус ставит следующее: «Финансовая поддержка социал-демократической фракции большевиков, которая всеми имеющимися средствами продолжает вести борьбу против царского правительства. Следует наладить контакты с её лидерами в Швейцарии».
На осуществление этого плана Парвус запрашивал год, а его стоимость оценивал в 5 миллионов золотых марок. План был принят, и Парвусу немедленно выделено 2 миллиона марок. Однако встреча Парвуса с Лениным, который уже являлся в его воображении «мотором» будущей революции, состоявшаяся в мае в бернском ресторане, закончилась ничем — Ленин не поддержал предложений Парвуса. По мнению Ю.Г. Фельштинского, чтобы «прощупать» Ленина, немцы направили к нему своего агента Александра Кескюла (эстонского социал-демократа). 30 сентября 1915 года посол в Берне Ромберг донёс рейхсканцлеру о состоявшейся беседе: Кескюла поставил вопрос об условиях, на которых большевики согласны заключить мир в случае прихода к власти, и получил подробное перечисление этих условий: Ленин соглашался на сепаратный мир и самоопределение окраин.
По данным историка Пушкарёва, среди прочего речь шла о походе в Индию после заключения мира с Германией. После этого, по данным Давида Шуб, Кескюла некоторое время финансировал большевиков, имея на то специальный фонд, причём ленинская газета «Социал-Демократ», пересылавшаяся с помощью Кескюла через Стокгольм в Россию, допечатывалась большими тиражами в типографии германского морского министерства. Однако в середине 1916 года это финансирование по неизвестными причинам прекратилось. Неясно, насколько были осведомлены большевики об источниках этого финансирования. Что же касается Парвуса, то немцы охотно удовлетворяли его новые и новые финансовые требования на реализацию плана.
6 июля 1915 года статс-секретарь фон Ягов пишет статс-секретарю Министерства финансов: «5 миллионов марок требуется для революционной пропаганды в России». 21 декабря 1915 года посол в Копенгагене Брокдорф-Ранцау доносит рейхсканцлеру, что, по утверждению «д-ра Гельфанда», для полной организации революции в России требуется около 20 миллионов рублей. Для начала, однако, Берлин ограничился лишь небольшой частью этой суммы: 26 декабря 1915 года министр финансов Германии К. Гельферих писал заместителю статс-секретаря иностранных дел А. Циммерману: «Стоит обсудить вопрос о предоставлении в его [Парвуса] распоряжение 1 млн рублей, который он просит для пропаганды. Если министерство иностранных дел считает этот расход оправданным и полезным, я не буду возражать. В этом случае я прошу Вас прислать заявление в обычной форме и сослаться на нашу личную договорённость». 23 января 1916 года Брокдорф-Ранцау сообщил канцлеру, что Парвус «вернулся в Копенгаген после трёх недель пребывания в Стокгольме, где он встречался с русскими революционерами». И далее: «Сумма в 1 млн рублей, предоставленная в его распоряжение, была немедленно выслана, уже доставлена в Петроград и используется по назначению». Впрочем, не видя особой отдачи от этих вложений, со временем немцы начали небезосновательно подозревать, что основная часть сумм оседает в карманах Парвуса.
Парвус получил немецкое гражданство и с немецким паспортом разъезжал по Европе, имея своей штаб-квартирой Копенгаген, где он основал «Институт для изучения причин и последствий мировой войны», в котором работал ряд русских эмигрантов и через который и велась пораженческая пропаганда. Среди сотрудников института были близкий к Троцкому Моисей Урицкий и близкий к Ленину большевик Якуб Ганецкий (Яков Фюрстенберг), поступивший туда, как предполагают, с санкции Ленина (при том, что другим своим приближённым Ленин рекомендовал от Парвуса дистанцироваться). В 1915 году Парвус среди прочих фирм регистрирует в Стокгольме экспортно-импортную фирму «Фабиан Клингслянд». Её исполнительным директором был назначен Ганецкий, совладельцем стал брат Ганецкого, представителем в Петрограде — двоюродная сестра Ганецкого Евгения Суменсон, специально для этого переехавшая из Варшавы, а юрисконсультом — другой видный большевик из окружения Парвуса, Мечислав Козловский. Фирма занималась контрабандой, за которую Ганецкий в 1917 году был судим в Копенгагене (причём всплыли документы, обличающие связь большевиков с Парвусом и немцами).

## Посещение Лениным германского посольства в Берне
По данным наружного наблюдения Департамента полиции, 27 декабря 1916 года Ленин явился в германское посольство в Берне, где оставался до 29 декабря.

## Пломбированный вагон
Февральская революция вдохновила немцев, оказавшихся в безвыходном положении в условиях затяжной войны; возникла реальная возможность выхода из войны России и после этого — решительной победы на Западе. Идея использовать Ленина и большевиков для разложения и вывода из войны России, организовав их возвращение в страну, принадлежала Парвусу, который проталкивал её через чиновника МИДа барона фон Мальцана и руководителя военной пропаганды депутата Эрцбергера; они убедили канцлера Бетман-Гольвега, который сделал соответствующий доклад Ставке (то есть кайзеру Гинденбургу и его заместителю Людендорфу).

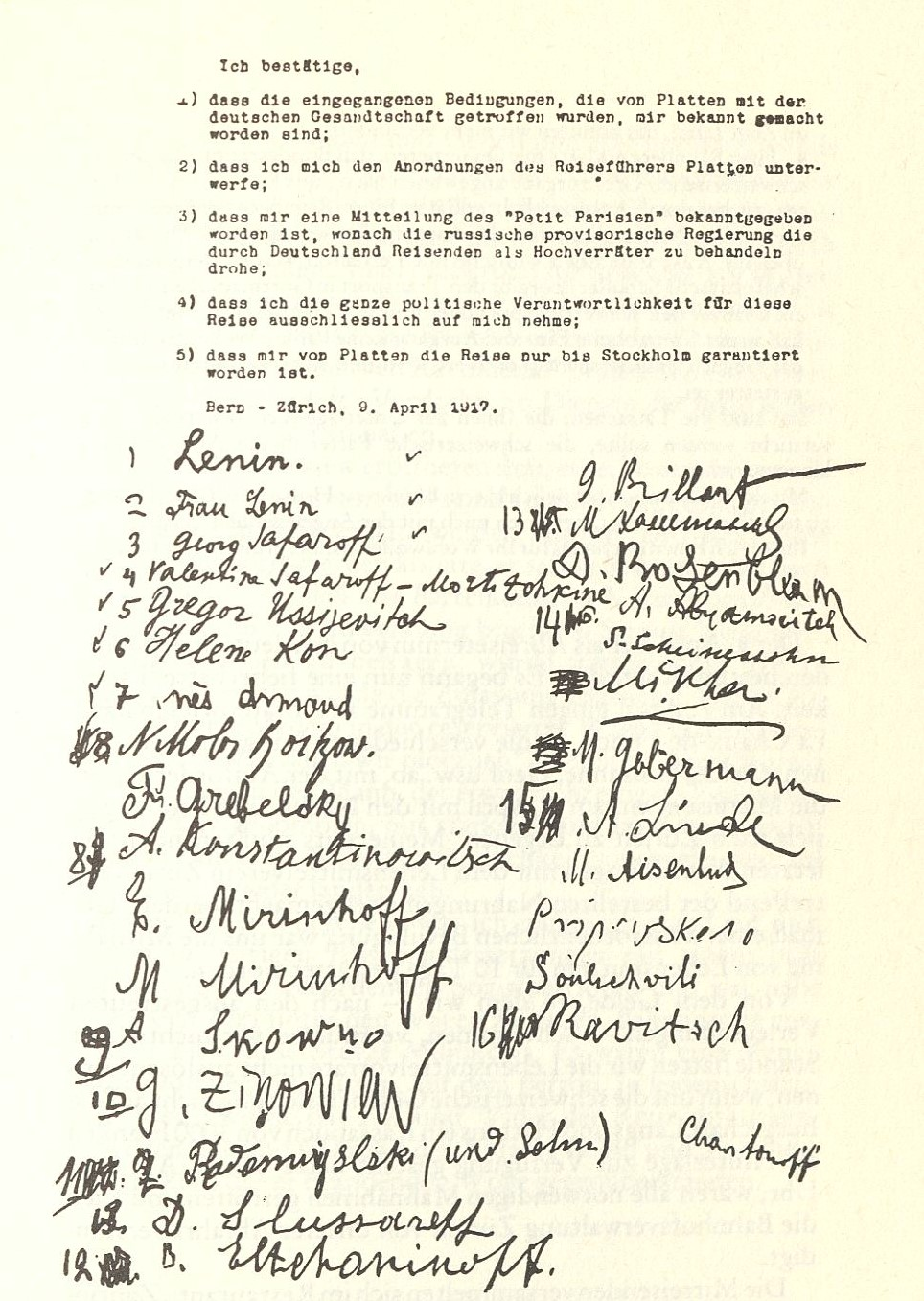
Подписи Ленина и других под условиями проезда через Германию.

В отчёте Брокдорфа-Ранцау о встрече с Парвусом, который поставил вопрос о необходимости приведения России в состояние хаоса путём поддержки наиболее радикальных элементов, Брокдорф-Ранцау писал: «я считаю, что, с нашей точки зрения, предпочтительнее поддержать экстремистов, так как именно это быстрее всего приведёт к определённым результатам. Со всей вероятностью, месяца через три можно рассчитывать на то, что дезинтеграция достигнет стадии, когда мы сможем сломить Россию военной силой».
В результате канцлер уполномочил германского посла в Берне фон Ромберга войти в контакт с русскими эмигрантами и предложить им проезд в Россию через Германию.
Одновременно (3 апреля) МИД запросил у казначейства 3 миллиона марок на пропаганду в России. Деньги были выделены.
Ленин, после некоторых колебаний, принял немецкое предложение. 9 апреля русские эмигранты во главе с Лениным направились из Цюриха к германской границе, где пересели в опломбированный вагон, сопровождавшийся офицерами германской разведки. 13 апреля эмигранты прибыли в Стокгольм. По прибытии в Стокгольм Ленин отказался от встречи с Парвусом (и просил «товарищей» засвидетельствовать этот факт), но Радек провёл в переговорах с ним весь день — как полагают, именно на этой встрече и были сформулированы условия финансирования большевиков.
Ленин прибыл в Петроград вечером 3 (16) апреля и вскоре выступил со знаменитыми апрельскими тезисами, призывающими к борьбе против войны и полной ликвидации в России государственного аппарата и армии. 12 (25) апреля он телеграфирует Ганецкому и Радеку в Стокгольм просьбу о высылке денег: «Дорогие друзья! До сих пор ничего, ровно ничего: ни писем, ни пакетов, ни денег от Вас не получили». 10 дней спустя он уже пишет Ганецкому: «Деньги (две тыс.) от Козловского получены. Пакеты до сих пор не получены… С курьерами дело наладить нелегко, но всё же примем все меры. Сейчас едет специальный человек для организации всего дела. Надеемся, ему удастся всё наладить».
8 (21) апреля, один из руководителей немецкой разведки в Стокгольме телеграфировал в МИД в Берлин: «Приезд Ленина в Россию успешен. Он работает совершенно так, как мы этого хотели бы».

## Заграничное бюро ЦК
По прибытии Ленина в Стокгольм было созвано совещание большевиков, на котором было образовано Заграничное бюро ЦК в составе Ганецкого, Радека и Воровского. Бюро издавало печатные органы: «Вестник русской революции» и «Корреспонденции Правда». Как показывают обнаруженные в 1961 г. документы, переписка Заграничного бюро с Парвусом шла через Берлин шифрами германского МИДа.

## Публичное выдвижение обвинений

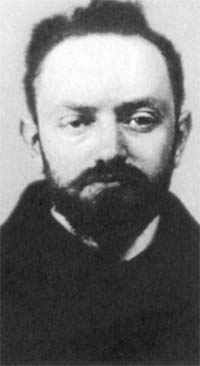
Яков Фюрстенберг (Ганецкий)

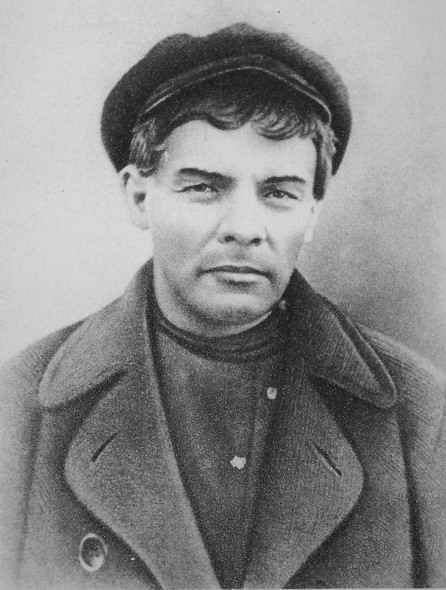
Ульянов (Ленин) в парике и гриме, скрывающийся от ареста в июле-августе в Разливе; фото на удостоверении на имя рабочего К. П. Иванова

Впервые публичное обвинение большевиков в связях с немцами появилось в ходе событий 3—5 июля 1917 года. 5 (18) июля в газете «Живое слово» появилась статья бывшего депутата 2-й Государственной Думы от большевиков Алексинского и бывшего народовольца, 14 лет проведшего в Шлиссельбургской крепости, В. С. Панкратова под заглавием: «Ленин, Ганецкий и Ко — шпионы!» Фактически информация исходила от министра юстиции П. Н. Переверзева. 9 (22) июля в газетах под заглавием «Обвинение Ленина, Зиновьева и других в государственной измене» появилось сообщение прокурора Петроградской судебной палаты, в котором говорилось:

Владимир Ульянов (Ленин), Овсей-Герш Аронов Апфельбаум (Зиновьев), Александра Михайловна Коллонтай, Мечислав Юльевич Козловский, Евгения Маврикиевна Суменсон, Гельфанд (Парвус), Яков Фюрстенберг (Куба Ганецкий), мичман Ильин (Раскольников), прапорщики Семашко и Рошаль обвиняются в том, что в 1917 году, состоя в русском подданстве, по предварительному меж собою и другими лицами уговору, в целях способствования находящимся в войне с Россией государствам во враждебных против нее действиях, вошли с агентами названных государств в соглашение содействовать дезорганизации русской армии и тыла для ослабления боевой способности армии, для чего на полученные от этих государств денежные средства организовали пропаганду среди населения и войск с призывом к немедленному отказу от военных против неприятеля действий, а также в тех же целях в период времени с 3-го по 5-е июля организовали в Петрограде вооружённое восстание против существующей в государстве верховной власти, сопровождавшееся целым рядом убийств, насилий и попытками к аресту некоторых членов правительства.
В частности, отмечалось, что Ленин, «проживая в немецкой Швейцарии, состоял в общении с Парвусом (он же Гельфанд), имеющим определённую репутацию немецкого агента».
Согласно сообщению, сношения названных лиц с Германией осуществлялись «через Стокгольм, который является крупным центром германского шпионажа и агитации в пользу сепаратного мира России с Германией. В апреле этого года из Стокгольма была сделана попытка издавать вне Петрограда газету с целью агитации против Англии и Франции. У германских агентов в Копенгагене и Стокгольме в первые дни революции появились крупные деньги и началась широкая вербовка агентов для России среди наших дезертиров и некоторых эмигрантов. При этом переводились крупные суммы (800 000, 250 000 и др.) в Россию из Стокгольма через один из банков, который получал на это ордера из Германии».
Отмечалось, что в начале войны Ленин и Зиновьев, арестованные в Австрии как российские подданные, были освобождены при активном посредничестве Я. С. Ганецкого (Фюрстенберга) и по личному распоряжению австрийского премьера Штюргка и выехали в Швейцарию, «где и стали издавать журнал „Социал-демократ“, в котором распространяли идею о необходимости поражения России в настоящей войне. В одном из номеров этого журнала содержался призыв к русским гражданам фактически содействовать поражению России». Отмечалось, что Ганецкий, со своей стороны, «проживая во время войны в Копенгагене, был очень близок и связан денежными делами с Парвусом — агентом германского правительства». Далее отмечались тесные связи с Парвусом Козловского, который как и Ганецкий в числе прочего во время войны ездил с Парвусом «из Копенгагена в Берлин и обратно». Далее отмечался факт «обширной переписки» между Лениным, Коллонтай, Козловским и Евгенией Суменсон (двоюродная сестра Ганецкого) с одной стороны и Ганецким и Парвусом с другой. «Хотя переписка эта и имеет указания на коммерческие сделки, высылку разных товаров и денежные операции, тем не менее представляется достаточно оснований заключить, что эта переписка прикрывает собою сношения шпионского характера. Тем более, что это один из обычных способов сокрытия истинного характера переписки, имеющей шпионский характер». Далее отмечалось, «что некоторые русские банки получали из скандинавских банков крупные суммы, выплаченные разным лицам; причём в течение только полугода Суменсон со своего текущего счёта сняла 750 000 руб., внесённых на её счёт разными лицами, и на её счету в настоящее время числится остаток в 180 000 рублей» (недоступная ссылка). Схема получения денег, по данным следствия, была следующая: Парвус передавал их главе Заграничного бюро РСДРП(б) Ганецкому, последний перечислял своей двоюродной сестре Евгении Суменсон, Суменсон же снимала со счетов и передавала представителям партии, главным образом присяжному поверенному М. Ю. Козловскому. Деньги переводились из Берлина через посредство акционерного общества «Дисконто-Гезельшафт» в стокгольмский «Ниа Банк», а оттуда в «Сибирский Банк» в Петрограде, где сальдо счёта Козловского в июле составляло более 2 000 000 рублей.
Ленин на это отвечал тем, что сравнил дело против большевиков с «делом Бейлиса», отметил, что большевики ещё в 1915 году называли Парвуса «ренегатом», «социал-шовинистом» и «немецким Плехановым», и далее возразил следующим образом:
«Прокурор играет на том, что Парвус связан с Ганецким, а Ганецкий связан с Лениным! Но это прямо мошеннический приём, ибо все знают, что у Ганецкого были денежные дела с Парвусом, а у нас с Ганецким никаких» Однако уже 26 июля газета «Рабочий и солдат» (под этим названием выходила запрещённая «Правда») признала связь с Парвусом не только Ганецкого, но и Козловского, объяснив её также как чисто деловую. «А мы не только никогда ни прямого, ни косвенного участия в коммерческих делах не принимали, но и вообще ни копейки денег ни от одного из названных товарищей (Ганецкого и Козловского) ни на себя лично, ни на партию не получили», — писал Ленин в редакцию горьковской «Новой Жизни».
Яков Ганецкий (Фюрстенберг) был членом Заграничного бюро ЦК РСДРП(б); Мечислав Козловский — членом Петербургского районного комитета партии и при этом членом Исполкома Петросовета и ВЦИК.

## Уголовное дело против большевиков
Уже в середине апреля 1917 года, благодаря коменданту станции Торнео поручику Борисову, было перехвачено и доставлено в контрразведку Петроградского военного округа несколько писем, адресованных в Копенгаген Парвусу. Письма содержали фразы вроде «работа продвигается очень успешно», «мы надеемся скоро достигнуть цели, но необходимы материалы», «присылайте побольше материалов», «будьте архи-осторожны в сношениях» и т. д. Графологическая экспертиза определила руку Ленина. Расследованием занимался выдающийся юрист Российской империи Павел Александрович Александров.
Дальнейшие улики появились благодаря активной помощи французской разведки, искавшей компромат на российских пораженцев. Министр вооружения социалист Альбер Тома писал своему однофамильцу Л. Тома, атташе в Стокгольме: «Нужно дать правительству Керенского не только арестовать, но и дискредитировать в глазах общественного мнения Ленина и его последователей…».
1 июня 1917 года французский капитан П. Лоран передал начальнику контрразведки Петроградского военного округа подполковнику Б. В. Никитину телеграммы, перехваченные союзными разведками. Их авторами и получателями были Ленин, Зиновьев, М. Ю. Козловский, А. М. Коллонтай, Е. М. Суменсон и Ганецкий. В частности, в них речь шла о крупных суммах, проходивших через руки Суменсон. Так, в одной из телеграмм Суменсон писала: «опять внесла 20 тысяч». Вскоре после этого Ганецкий получил от Ленина и Зиновьева благодарность: «Телеграммы получены. Спасибо, продолжайте». В целом, Суменсон, державшая торговое предприятие и аптекарский склад, но в реальности торговлей не занимавшаяся и проживавшая на даче в Павловске, постоянно снимала со своего счёта в Сибирском и других банках десятки тысяч рублей. Как предполагала контрразведка, денежные суммы были зашифрованы в переписке под именем «телеграмм», «карандашей» и т. п. Так, одна из телеграмм содержит просьбу Ганецкого: «пусть Володя телеграфирует прислать ли и в каком размере телеграммы для Правды», что было истолковано как относящееся к финансированию центрального органа большевиков. В другой телеграмме Ганецкий жалуется Козловскому на московского резидента Розенблитта, который непонятно сколько «получил оригинала карандашей, какое количество продал», «безобразие, не присылает никакого отчёта куда перевёл деньги». Розенблитт со своей стороны отвечал: «Продал 250 карандашей, 37 ящиков и фрахт на 26». Наиболее разоблачительными были сочтены две телеграммы Суменсон Ганецкому: «Финансы весьма затруднительны, абсолютно нельзя дать крайнем случае 500 как прошлый раз. Карандашах громадные убытки, оригинал безнадежен, пусть Нюабанкен телеграфирует относительно новых 100 тысяч» и «Номер 90 внесла Русско-Азиатский банк 100 тысяч». В целом оказалось, что «хозяйка аптекарского склада» Суменсон сняла со счёта 750 тыс. рублей, и у неё ещё оставалось 180 тыс. рублей — то есть всего почти миллион. Ганецкий намеревался посетить Россию и сам, но после событий 3—4 июля Суменсон предупредила его об опасности ареста следующей телеграммой: «Поездка теперь невозможна, послала письмо нарочным, когда смогу приглашу вас приехать, напишите, не откажите платить моему тестю двести рублей». Под влиянием этих улик, в тот же день (1 июля) Никитин выписал ордер на арест 28 большевистских лидеров во главе с Лениным. Обнародование Переверзевым по политическим мотивам обвинений против большевиков оказалось преждевременным со следственной точки зрения и вызвало сильные нарекания на него со стороны коллег, так как сорвало визит в Россию (и готовившийся арест) ключевого фигуранта — Ганецкого. Всего Временное правительство собрало 21 том следственных материалов (уничтоженных после октябрьского переворота). Дело по обвинению большевиков в шпионаже было приторможено уже в середине августа, когда во Временном правительстве возобладало левое крыло, а Переверзева сменил на посту министра юстиции бывший адвокат Троцкого Зарудный; преемник Зарудного Малянтович вообще считал, что большевики неподсудны, так как действовали из политических, а не уголовных мотивов, и ссылался на опыт 1905 года, когда многие честные люди сочувствовали Японии. После корниловского мятежа началось массовое освобождение под залог лиц, арестованных в связи с июльскими событиями; в их числе была освобождена до суда (намеченного на конец октября) и Суменсон. Андрей Януарьевич Вышинский даже подписал приказ об аресте Ленина. Однако Ленин вместо законопослушного ожидания судебного заседания в октябре 1917 года или явки к следователю скрывался и устроил государственный переворот именно в октябре 1917 года.

## Фирма «Фабиан Клингслянд»
Прямых улик против Суменсон так и не было найдено, так как она объясняла тексты телеграмм и движение денег как чисто коммерческие; согласно её объяснениям, крупные суммы поступали ей от перекупщиков (как оптовику) и снимались ею для перечисления в Стокгольм. Несоразмерность этих сумм количеству товаров она объясняла спекулянтскими наклонностями своего двоюродного брата, поставлявшего товары по сильно завышенным ценам; она признавала, что по требованию Ганецкого выдавала Козловскому деньги без расписок, но назвала относительно небольшие суммы (15—20 тыс. рублей).
После опубликования Земаном и Шарлоу документов, связанных с Парвусом, некоторые историки рассматривают фирму как часть схемы, совмещавшей финансирование большевиков с личным обогащением Парвуса, при которой:
- средства из Берлина переводились на счета фирм Парвуса в «Ниа Банкен» (Стокгольм) и «Ревизионсбанк» (Копенгаген);
- средства эти использовались частью на политические цели (главным образом печатание пропагандистской литературы), частью же шли на закупку немецких медикаментов и хирургических инструментов по льготным ценам (не считая тех, которые попросту присваивались Парвусом);
- последние продавались, причём ⅓ доходов переводилась в банки Скандинавии, остальное шло на счета Ганецкого («Московский коммерческий банк» и «Частный коммерческий банк») и Суменсон («Сибирский банк», «Азовско-Донской банк»)[16][35].

## Карл Моор
В книге А. Г. Латышева приводится мнение, что одним из каналов немецкого финансирования большевиков являлся швейцарский социал-демократ, уроженец Германии и агент германских и австрийских спецслужб:97 Карл Моор (Байер). По мнению А. Г. Латышева, летом 1917 года он передал большевикам 32 837 американских долларов из сумм германского МИДа под видом «займа» якобы из капитала, полученного в наследство.

## Свидетельство Эдуарда Бернштейна
14 января 1921 года известный немецкий социал-демократ Эдуард Бернштейн опубликовал в центральном органе германской социал-демократической партии газете «Форвертс» статью «Тёмная история», в которой сообщил, что ещё в декабре 1917 года получил утвердительный ответ от «одного осведомлённого лица» на вопрос, давала ли Германия деньги Ленину; по вновь же полученным им сведениям, большевикам было выплачено более 50 миллионов золотых марок. Впоследствии он сообщил, что сумма ему была официально названа во время заседания комитета рейхстага по внешней политике. В ответ на поднявшуюся в коммунистической печати кампанию о «клевете» Бернштейн предложил подать на него в суд, после чего кампания тотчас прекратилась. Дальнейшее расследование, как и всякие публикации на эту тему, были свёрнуты из-за необходимости для Германии тесных отношений с Советской Россией.

## Документы германского МИДа о финансировании большевиков в 1917 году

#### Версия Пушкарёва
1 апреля 1917 года Министерство иностранных дел в Берлине обратилось в Министерство финансов с просьбой об ассигновании («дальнейших») 5 миллионов марок для расходов «на политические цели» в России.
3 июля статс-секретарь Циммерман телеграфировал германскому послу в Берне, что дезорганизация русской армии увеличивается, и что «мирная пропаганда Ленина становится всё сильнее и его газета „Правда“ печатается уже в 300 000 экземпляров».
Появление сведений о связях Ленина с немцами встревожило последних, и германский посол в Копенгагене Брокдорф-Ранцау требует «категорически опровергнуть» эти сведения; в ответ он получает телеграмму: «Подозрение, что Ленин является немецким агентом, категорически опровергнуто по нашей инициативе в Швейцарии и в Швеции. Таким образом, впечатление, произведённое этим сообщением, уничтожено».
29 сентября 1917 года статс-секретарь Кюльман пишет в главную квартиру об успехах немецкой политической работы в России: «Наша работа дала осязаемые результаты. Без нашей непрерывной поддержки большевистское движение никогда не достигло бы такого размера и влияния, которое оно имеет теперь. Всё говорит за то, что это движение будет продолжать расти».

#### Версия журналистов
По опубликованным в современной немецкой печати (последняя публикация — в журнале «Der Spiegel» в декабре 2007 года) сведениям из открытых источников германского МИДа, российские большевики получили от германского министерства иностранных дел (нем. Auswärtiges Amt) только в течение четырёх лет — с 1914 и до конца 1917 года — средства для свержения российской монархии в виде наличных денег и оружия на сумму в 26 млн золотых марок, что сегодня соответствует 87 млн евро.

#### Версия современных историков
Не сохранилось документальных доказательств, что большевики приняли деньги, выделенные германским правительством на организацию мирной пропаганды в России.

## Финансирование большевиков Германией после свержения Временного правительства в России

### Точка зрения Пушкарёва
Снабжение Ленина продолжалось после Октябрьского переворота: 8 ноября (н. ст.) 1917 года германский посол в Стокгольме Люциус телеграфировал в Министерство иностранных дел: «Прошу прислать 2 миллиона из сумм военного займа для известной цели», а 9 ноября статс-секретарь Кюльман писал статс-секретарю Министерства финансов: «Имею честь просить Ваше Превосходительство отпустить сумму 15 миллионов марок в распоряжение Министерства иностранных дел на предмет политической пропаганды в России». В тот же день офицер связи при германской Главной квартире телеграфирует в МИД: «Победа советов рабочих и солдат желательна с нашей точки зрения».
Неустойчивость положения большевиков заставляла немцев и далее оказывать им всевозможную поддержку. 28 ноября помощник статс-секретаря Буше телеграфировал германскому послу в Берне: «По полученным нами сведениям, правительство в Петрограде испытывает большие финансовые затруднения. Поэтому весьма желательно, чтобы им были посланы деньги».
15 декабря посол в Стокгольме Люциус телеграфировал в МИД: «…Воровский допускает, что германский отказ (в помощи) может иметь результатом падение большевиков».
В результате германская помощь большевикам продолжалась. Как отмечал впоследствии генерал Людендорф: «Надежды, связанные с посылкой Ленина, оправдались. Политическое руководство и военное командование действовало в 1917 году в согласии».

## Сведения о финансировании большевиков по линии немецкого Генерального Штаба и Австрии
Финансирование большевиков по линии немецкого МИД наиболее полно документировано, но, как полагают некоторые историки, оно представляло собой лишь незначительную часть немецкого финансирования, осуществлявшегося прежде всего по линии Генерального штаба. Австрийский министр иностранных дел Оттокар фон Чернин в начале 1918 года определённо считал Октябрьский переворот в России заслугой именно военных: «Германские военные, — писал он в дневнике — сделали всё для того, чтобы низвергнуть Керенского и поставить на его место „нечто другое“. Это „другое“ теперь налицо и желает заключить мир».
Со своей стороны известный историк и архивист эмиграции, меньшевик Б. И. Николаевский указывал, что у него есть сведения о связях большевиков с Австрией. «Изучение материалов о связях большевиков с немцами привело меня к выводу о том, что настоящая линия связей идёт не через немцев, а через австрийцев, и именно через австро-венгерский генеральный штаб и организации Пилсудского, причём линия к Ленину шла через Ганецкого. [… ] Для меня особенно интересны связи Ленина с австрийцами периода 1912—14 гг. […] Относительно архива австро-венгерского штаба справки в Вене были наведены, и установлено, что весь этот архив был передан большевикам ещё в 40-х гг.: большевики передачу его ставили чуть ли не как основное условие вывода своих войск. Знали, чего хотели». Ю. Фельштинский полагает, что Ганецкий, как поляк, был ориентирован на Австрию и кроме того, видимо, мог иметь и личные связи с Пилсудским.

## Доводы противников версии немецкого финансирования
По мнению противников версии немецкого финансирования большевиков, движение денег через «Ниа Банкен» и российские банки было коммерческими расчётами фирмы Ганецкого, связанного с Парвусом чисто деловыми связями. Анализ всех коммерческих телеграмм, перехваченных контрразведывательным отделом Главного управления российского Генерального Штаба, показал, что они не дают никаких свидетельств перевода денег из Стокгольма в Россию: деньги всегда шли только в обратном направлении, то есть в «Ниа банкен».
Волкогонов отмечал: «Следствие пыталось создать версию прямого подкупа Ленина и его соратников немецкими разведывательными службами. Это, судя по материалам, которыми мы располагаем, маловероятно».
Согласно исследованию Аникеева, расследование не нашло никаких свидетельств связи Суменсон с большевиками; также не удалось найти следа «немецких миллионов» и в финансовых документах ЦК партии большевиков дооктябрьского периода.
По мнению историка С. С. Поповой, дискредитация Ленина и большевиков была инициирована французской разведкой, важную роль в этом сыграл Альбер Тома. На основании изучения архивных документов историк Попова делает вывод, что к моменту ареста большевиков в июле 1917 года отсутствовали серьёзные улики, подтверждавшие получение большевиками немецкого золота, а если и были косвенные свидетельства прохождения денег через Новый банк, то эти деньги шли не только большевикам, но и другим политическим партиям, организациям, должностным лицам.
Директор Российского государственного архива социально-политической истории А. Сорокин отмечает, что «большинство исследователей сходится во мнении, что большевики действительно получали германские деньги, но без всяких конкретных обязательств».
По мнению Кирилла Александрова, успех большевиков не связан с получением немецких денег.

## Недостоверные свидетельства

### Показания прапорщика Ермоленко
Одной из главных улик, выставлявшихся против большевиков Временным правительством в июле 1917 года, являлись показания прапорщика Ермоленко. Дмитрий Спиридонович Ермоленко, попав в плен, был там, по его словам, завербован немецкой разведкой и 25 апреля переброшен в русский тыл для агитации в пользу мира, после чего немедленно сдался контрразведке. В ходе вербовки, согласно показаниям Ермоленко, «офицеры Германского генерального штаба Шигицкий и Люберс ему сообщили, что такого же рода агитацию ведёт в России агент Германского генерального штаба и председатель украинской секции Союза освобождения Украины А. Скоропись-Иолтуховский и Ленин. Ленину поручено стремиться всеми силами к подрыву доверия русского народа к Временному правительству. Деньги на агитацию получаются через некоего Свендсона, служащего в Стокгольме при германском посольстве. Деньги и инструкции пересылаются через доверенных лиц».
Эти показания, однако, сразу вызвали сомнения и ныне согласно расцениваются как провокация: получалось, что офицеры Генерального штаба на вербовочной беседе с только что завербованным мелким агентом безо всякой нужды раскрывают имена двух своих агентов и механизм их финансирования, при этом не давая никаких поручений, их касающихся. Власти поторопились сплавить столь сомнительного «свидетеля» с глаз подальше, и больше к расследованию не привлекали. Даже резко антибольшевистски настроенный историк С. П. Мельгунов не считал эти показания сколько-нибудь серьёзными. Вместе с тем он с иронией отмечал, что коммунистическая пропаганда сосредоточилась на опровержении показаний «филёра», которого легко можно дискредитировать, и лишь мимоходом касается основного обвинения, выдвинутого военной контрразведкой и никак не связанного с показаниями Ермоленко.

### «Документы Сиссона»
Другое явно подложное свидетельство появилось вскоре после Октябрьской революции. Это массив из нескольких десятков документов, известных как «документы Сиссона». Документы содержат директивы «разведочного отделения Генерального Штаба» большевистским руководителям, которые выступают в качестве простых марионеток немцев. Этот комплекс документов начал ходить по рукам в Петрограде в конце 1917 года: он предлагался журналистом Е. П. Семёновым (Коганом) разным лицам из числа сотрудников военных и дипломатических миссий, пока не был куплен за 25 тысяч долларов американским послом Эдгаром Сиссоном.
В 1918 году документы были опубликованы в США правительственным Комитетом общественной информации с санкции президента Вудро Вильсона и тотчас вызвали сильнейшие подозрения. После исследования, проведённого в 1956 году Джорджем Ф. Кеннаном, поддельность документов редко ставится под сомнение. Их изготовителем считается польский журналист и писатель Фердинанд Оссендовский.
Д. А. Волкогонов и А. Г. Латышев нашли в Центральном партийном архиве Института марксизма-ленинизма при ЦК КПСС ранее засекреченный документ с пометкой Ленина следующего содержания (ф.2, оп.2, д.226):95:

Народный Комиссар по Иностранным Делам
(совершенно секретно)
Петроград, 16 ноября 1917 г.
Председателю Совета Народных Комиссаров.
Согласно резолюции, принятой на совещании народных комиссаров, тт. Лениным, Троцким, Подвойским, Дыбенко и Володарским, мы произвели следующее:
1. В архиве министерства юстиции из дела об «измене» тт. Ленина, Зиновьева, Козловского, Коллонтай и др. изъят приказ германского императорского банка за № 7433 от 2‑го марта 1917 года об отпуске денег тт. Ленину, Зиновьеву, Каменеву, Троцкому, Суменсон, Козловскому и др. за пропаганду мира в России.
2. Проверены все книги банка Ниа в Стокгольме, заключающие счета тт. Ленина, Троцкого, Зиновьева и др., открытые по ордеру Германского Императорского банка за № 2754. Книги эти переданы тов. Мюллеру, командированному из Берлина.

 Уполномоченные Народного Комиссара по Иностранным Делам
Е. Поливанов, Ф. Залкинд
А. Латышев указывал, что наличие этого документа, идентичного документу из «собрания Сиссона», в спецархиве КПСС показывает, что не ко всем документам «Сиссона» должно относиться как к фальшивкам, а минимальное разночтение, обнаруженное в текстах из собрания Сиссона и хранившегося в ЦПА объясняется тем, что документ Сиссона известен нам в двойном переводе — на английский язык и с английского:94—95.
Г. Соболев однако утверждает, что текстологическое изучение этих документов позволяет выявить не только «минимальные разночтения», неправильное воспроизведение номеров счетов Имперского банка, трудно объяснимые совпадения ошибок и опечаток, но и предположить, что в данном случае мы имеем дело не с подлинником, а с текстом, переведенным с английского из опубликованных «документов Сиссона». Г. Соболев считает, что нет ничего удивительного в том, что такой документ оказался в фонде Ленина: Ленин, конечно же, следил за тем, что писали о его «связях с Германией», и как сообщает Волкогонов, в Центральном особом архиве даже хранится досье Э. Сиссона.
Г. Соболев считает, что поддельность документа доказывается следующим:
- непонятно зачем по такому щекотливому вопросу да ещё в таком составе созывать совещание и принимать резолюцию, да ещё привлекать к этой деликатной операции почти «человека с улицы» — Е. Поливанова, проработавшего в Наркоминделе в должности сотрудника канцелярии всего несколько недель;
- непонятно почему Временное правительство не опубликовало в июльские дни 1917 года приказ германского имперского банка от 2 марта 1917 года, предписывающий платить Ленину и его соратникам «за пропаганду мира», вместо того, чтобы публиковать невнятную коммерческую переписку между Петроградом и Стокгольмом;
- названные в этом документе лица, которым платили «за пропаганду мира», в марте 1917 года находились в разных концах Европы и даже в Америке;
- непонятно как удалось уполномоченным Наркоминдела не только просмотреть, но и заполучить «книги банка Nya» из Стокгольма в Петроград, чтобы их «передать Мюллеру, командированному из Берлина»[20].

В. И. Старцев, специально занимавшийся вопросом предполагаемого финансирования большевиков немцами, пришёл к выводу, что данная версия является вымыслом польского литератора Фердинанда Оссендовского. Опубликованные им «документы Сиссона», якобы свидетельствовавшие о сотрудничестве большевиков с немцами, являются фальшивыми.

## Комментарии
1. ↑  В 1917 1 рейхсмарка соответствовала примерно 1/6 долл. США (Historical Dollar-to-Marks Currency Conversion Page Архивная копия от 29 марта 2018 на Wayback Machine)
2. ↑  Так в источнике, по книге Никитина. По-видимому, все-таки в Стокгольм Ганецкому, тем более что из этого комплекса происходят два цитированных выше письма, опубликованных в СССР именно по снятым контрразведкой копиям — просьба прислать «деньги и пакеты» и отчёт в их получении через Козловского
3. ↑  Этот прогерманский (точнее проавстрийский) Союз был организован во Львове из бывших социал-демократов, включая депутата 1-й Государственной Думы Скоропись-Иолтуховского. Вёл работу в частности в немецких лагерях для военнопленных. Алексинский уже в 1915 году отмечал его связи с Парвусом. Активную поддержку оказывал Союзу и Кескюла.